# سترك يا رب (فلم)
سترك يا رب  فيلم دراما مصري للمخرج حسن الصيفي عام 1986 قصة وسيناريو وحوار نبيل غلام. الفيلم من بطولة حسن عابدين، زهرة العلا، خالد زكي، نبيل نور الدين، هشام سليم، وليلى حمادة. تدور الأحداث كمال وكيل الوزارة المعروف بالاستقامة ومعاناته من جوانب مختلفة، فمن ناحية تضغط أسرته عليه بمتطلَّبات مادية كثيرة، ومن ناحية أخرى هناك ضغوطًا عِدة عليه في العمل لكي يتهاوَن في الحق العام، أو يستغل وظيفته لأجل مصالِح البعض.
صدر الفيلم إلى دور العرض المصرية في 10 فبراير 1986.
منح موقع قاعدة بيانات الأفلام على الإنترنت (IMDB) الفيلم درجة 3.7/ 10.
منح موقع قاعدة بيانات الأفلام العربية «السينما.كوم» الفيلم درجة 5.2/ 10.

## طاقم التمثيل
حسن عابدين: في دور كمال مؤمن
زهرة العلا: في دور الست أمينة (زوجة كمال مؤمن)
خالد زكي: في دور أحمد كمال مؤمن (خريج كلية الحقوق)
هشام سليم: في دور محمد كمال مؤمن (طالب بكلية الطب)
ليلى حمادة: في دور نهى كمال مؤمن
نبيل نور الدين: في دور جلال (زوج نهى)
فايزة كمال: في دور نيفين كمال مؤمن (طالبة بجامعة أسيوط)
إلهام شاهين: في دور ليلى (زميلة وحبيبة أحمد)
محمد رضا: في دور حسن بيه العبد (الثري العصامي الأمي)
مدحت غالي: في دور أستاذ كلية الطب
ماجدة حمادة: في دور نسرين حسن العبد
نعيمة الصغير: في دور زوجة حسن العبد الأولى
فريدة سيف النصر: في دور زوجة حسن العبد الثانية
محمود أبو زيد: في دور مرسي (السكرتير)
أشرف طلبة: في دور مصطفى
عزت عبد الجواد: في دور صاحب العمارة (تحت التشطيب)
حسين الشريف: في دور زكريا (بارمان الفندق)
أحمد العضل: في دور والد ليلى
ثريا عز الدين: في دور والدة ليلى
مطاوع عويس: في دور بائع الفاكهة
هريدى عمران: في دور رجل المزاد
بالاشتراك مع: حسن حسين - حافظ أمين - عزة شريف - أحمد أبو عبية - حسن الأنور - حسني صقر 

## أحداث الفيلم
يشغل كمال بيه مؤمن (حسن عابدين) وظيفة وكيل وزارة لشئون الإنتاج، ورئيس الجهاز المركزي للإنفتاح، وهو معروف بالاستقامة وعدم المجاملة، أو إستغلال منصبه، وحتى لايضطر لمجاملة أحد، يرفض أية مجاملة من أي إنسان لديه مصلحة مع وزارته. كمال بيه متزوج من الست أمينة (زهرة العلا) وله 4 أبناء، أحمد (خالد زكي) المتخرج توا من كلية الحقوق، ومحمد (هشام سليم) الطالب بكلية الطب، ونهى (ليلى حمادة) المكتوب كتابها على جلال (نبيل نور الدين)، ونيفين (فايزة كمال) التي وزعها التنسيق على جامعة أسيوط. يحتاج كمال لمبلغ كبير لإتمام زواج ابنته نهى، ودفع مصاريف وتكلفة إقامة إبنته نيفين في بيت الطالبات بأسيوط، ويقوم ابنه محمد بطلب مبلغ كبير ليأخذ درس خصوصي في الفسيولوجي، فيلجأ كمال بيه إلى طلب استبدال من المعاش والخضوع للقومسيون الطبي، لتلبية احتياجات ابناءه، ولكن القومسيون يرفض طلبه، ولذا تقوم الزوجة أمينة ببيع مصاغها. كانت نهى وزوجها جلال، والمتزوجان على الورق، يعانيان من الحصول على الشقة منذ 5 سنوات، وكل عام يقوم صاحب العمارة (عزت عبد الجواد) بطلب مبالغ جديدة، بدعوى إرتفاع الأسعار، وما أن علم بقرابة نهى للمسئول كمال بيه، راح يعرض عليهم الشقة هدية، مقابل إذن صرف حديد من الوزارة. يرفض كمال بيه ويضطر جلال لاصطحاب نهى إلى الإسماعيلية ويعاشرها، ليصاب كمال بيه بأزمة قلبية، يدخل على إثرها المستشفى الخاص، وينفق المال الذي حصل عليه من بيع مصاغ زوجته. تصرف له الوزارة مبلغ ضئيل لا يكفى الدواء فقط، ولكن كمال بيه يعذر ابنته نهى وزوجها جلال، لأن الظروف هي التي أجبرتهم على هذا الفعل. يقع محمد في ورطة، بعد ان علم أستاذ الطب (مدحت غالي) بأنه ابن كمال بيه مؤمن، ويطلب منه مساعدته في الموافقة على إقامة مشروع المستشفى الخاص، مقابل مجانية الدرس الخصوصي. يرفض كمال بيه بعد أن لمس الاستغلال الذي يمارسه أصحاب المستشفيات الخاصة، غير أن دكتور الجامعة، عندما يعلم بمحافظة كمال بيه على المبادئ والاستقامة، يصرف نظر عن موضوع الموافقة، ويكبر فيه تمسكه بالاستقامة، ويقرر أن يكون درس محمد بلا مقابل. يرتبط أحمد بقصة حب مع زميلته ليلى (إلهام شاهين)، ويرفض والده كمال بيه التوسط له للعمل بأحد الشركات المتعاملة مع الوزارة، ولكن سكرتيره مرسي (محمود أبو زيد) يساعده سرا للعمل بشركة حسين بيه (حسن حسين) مقابل راتب شهري كبير، طمعا في مساعدة كمال بيه لشركته، وما أن يعلم كمال بالامر، حتى يهدد حسين بإيقاف كل أعمال شركته، إن استمر إبنه أحمد لديهم. يتم طرد أحمد من عمله، ويحزم حقائبه ليهجر بيت الأسرة، ويساعده زميله زكريا (حسين الشريف) الذي يعمل «بارمان» بأحد الفنادق، ويتعرف على الثري العصامي الأمي حسن بيه العبد (محمد رضا)، والذي يسعى لسائق خصوصي متعلم. يعمل أحمد سائقاً لحسن بيه ويقيم في حجرة بحديقة منزله، ويتخذه أمينا على سره، حيث كان العبد متزوجا من زميلة أحمد (فريدة سيف النصر) على زوجته القديمة شريفة (نعيمة الصغير). يسعد حسن بيه  عندما يعلم أن أحمد هو ابن المسئول الكبير كمال بيه مؤمن، والذي يمكنه أن يساعده في الحصول على قروض من البنوك. يتقدم أحمد للزواج من ليلى، ولكن والدها (أحمد العضل) يرفضه لإنه يعمل سائقا، ويسعى حسن بيه العبد لإستغلال الموقف، فيضع ابنته نسرين في طريق أحمد، الذي قرر السير وراء مصلحته، وطلب يد نسرين من أبيها الذي استطاع الحصول على قطعتي أرض في المدن الصناعية الجديدة، وقدمهم لنسرين وأحمد، لإقامة مشروع تسمين عجول، بعد الحصول على قرض من البنك بضمان الأرض، واشترى العبد أيضا الشبكة للعروسين، ومنحهم شقة كبيرة في عمارته، وكذلك منح نهى وزوجها جلال شقة. سعى أحمد وإخوته جميعا، بالإضافة للست أمينه، لإقناع كمال بحضور حفل زواجه، ومباركة هذا الزواج، وفطن كمال للمخطط الذي يسعى إليه حسن العبد، وحتى لايفقد أحمد تلك الزيجة وذلك المشروع، ولا يفقد هو مبدأه، رحب بذلك الزواج، وحضر الحفل، ولكن بعد أن قدم استقالته، ليقطع الطريق على حسن العبد، وكل الطامعين.

## روابط خارجية
- مقالات تستعمل روابط فنية بلا صلة مع ويكي بيانات
- سترك يا رب على موقع الدهليز
- سترك يا رب على موقع كاروهات

https://en.kinorium.com/324408/ سترك يا رب (فيلم)
https://www.filmweb.pl/film/Satrak+ya+rab-1986-338548 سترك يا رب (فيلم)